# William V. Campbell Trophy
Die William V. Campbell Trophy ist ein Sportpreis, der in den Vereinigten Staaten seit 1990 jährlich an den Spieler im Bereich College Football  mit der besten Kombination aus Erfolgen im Studium, sportlichen Leistungen und gemeinnützigen Aktivitäten verliehen wird. Der Preis gilt im Vergleich zu Auszeichnungen wie der Heisman Trophy oder dem Maxwell Award, bei denen nur sportliche Kriterien für die Auswahl des Siegers ausschlaggebend sind, als „akademischer Heisman“.
Verantwortlich für die Auswahl des Preisträgers ist ein Komitee der National Football Foundation nach einer Nominierung von Kandidaten durch deren Hochschulen. In Frage kommen College-Football-Spieler, die sich im letzten Jahr ihres Studiums befinden oder an ihrem Studienabschluss arbeiten, einen Notendurchschnitt (GPA) von mindestens 3,2 erreichten, als Stammspieler herausragende Leistungen im Football-Team ihrer Hochschule erbrachten sowie starke Führungsqualitäten und gesellschaftliches Engagement gezeigt haben.
Die Auszeichnung für den Sieger besteht aus einem Bronze-Pokal und einem Stipendium in Höhe von 25.000 US-Dollar für ein postgraduales Studium, die Finalisten erhalten ein Stipendium in Höhe von 18.000 US-Dollar.